# Ciclismo ai Giochi della XXVII Olimpiade - Cronometro femminile
La prova a cronometro femminile dei Giochi della XXVII Olimpiade si è svolta il 30 settembre 2000 su un percorso di 31.2 km con partenza e arrivo a Sydney. Alla gara hanno preso parte 23 atlete e l'oro è stato conquistato dall'olandese Leontien van Moorsel, l'argento dalla statunitense Mari Holden, mentre il bronzo dalla francese Jeannie Longo-Ciprelli.

## Programma
| Data                      | Ora  | Turno  |
| ------------------------- | ---- | ------ |
| Sabato, 30 settembre 2000 | 9:00 | Finale |

## Ordine d'arrivo
| Pos. | Ciclista               | Nazione       | Tempo   |
| ---- | ---------------------- | ------------- | ------- |
|      | Leontien van Moorsel   | Paesi Bassi   | 42'00"  |
|      | Mari Holden            | Germania      | a 37"   |
|      | Jeannie Longo-Ciprelli | Francia       | a 52"   |
| 4    | Anna Willson           | Australia     | a 58"   |
| 5    | Joane Somarriba Arrola | Spagna        | a 1'06" |
| 6    | Clara Hughes           | Canada        | a 1'12" |
| 7    | Judith Arndt           | Germania      | a 1'31" |
| 8    | Hanka Kupfernagel      | Germania      | a 1'37" |
| 9    | Diana Žiliūtė          | Lituania      | a 1'39" |
| 10   | Edita Pučinskaitė      | Lituania      | a 1'48" |
| 11   | Mirjam Melchers        | Paesi Bassi   | a 2'12" |
| 12   | Zoulfia Zabirova       | Russia        | a 2'22" |
| 13   | Catherine Marsal       | Francia       | a 2'27" |
| 14   | Ceris Gilfillan        | Gran Bretagna | a 2'29" |
| 15   | Genevieve Jeanson      | Canada        | a 2'32" |
| 16   | Karen Kurreck          | Stati Uniti   | a 2'33" |
| 17   | Yvonne McGregor        | Gran Bretagna | a 2'37" |
| 18   | Teodora Ruano          | Spagna        | s.t.    |
| 19   | Tetyana Styazhkina     | Ucraina       | a 2'45" |
| 20   | Solrun Flataas         | Norvegia      | a 3'01" |
| 21   | Tracey Gaudry          | Australia     | a 3'11" |
| 22   | Nicole Brändli         | Svizzera      | a 3'16" |
| 23   | Olga Slioussareva      | Russia        | a 3'51" |
| -    | Alessandra Cappellotto | Italia        | DNS     |